# Bandera de Biafra
La bandera de Biafra fue la bandera adoptada del estado de la república de Biafra entre 1967 y 1970. Está compuesta por tres franjas horizontales iguales de color rojo, negro y verde, los colores panafricanos, con un sol amarillo saliente en el centro de la franja negra sobre una barra amarilla. Los once rayos del sol representan las once provincias biafreñas.
Fue, además, la inspiración de la bandera de la República de Benín, Estado títere de Biafra de corta existencia. No debe ser confundida con la bandera de Malaui, con quien comparte los mismos colores del panafricanismo.
La bandera de Biafra es utilizada para protestas contra el gobierno nigeriano, que prohíbe su utilización.